# Бияков, Сергей Тимофеевич
Сергей Тимофеевич Бияков (27 января 1900 года, село Азеево, Тамбовская губерния — 5 февраля 1981 года, Москва) — советский военный деятель, Генерал-майор (1942 год).

## Биография
Родился в селе Азеево.

### Гражданская война
В мае 1919 года был призван в ряды РККА и был направлен на службу красноармейцем в 6-м Тульском стрелковом полку. В ноябре того же года стал курсантом Тульских пехотных курсов. В марте 1920 года в качестве курсанта этих курсов принимал участие в подавлении кулацкого восстания в Крапивинском уезде Тульской губернии.
С июня 1920 года был слушателем Высшей стрелковой школы комсостава РККА «Выстрел», по окончании которой был направлен во 2-е Московские пехотные курсы, где проходил службу на должностях командира взвода и помощника командира роты. В марте 1921 года в составе отряда курсантов курсов принимал участие в подавлении Кронштадтского восстания.

### Межвоенное время
С августа 1922 года служил в Объединённой военной школе имени ВЦИК в Москве на должностях командира взвода, помощника командира и командира роты, помощника начальника АХО, командира батальона и командира мото-механизированного батальона.
С декабря 1931 года был слушателем вечернего отделения Военной академии имени М. В. Фрунзе, по окончании которой в марте 1936 года был назначен на должность помощника начальника Объединённой военной школы имени ВЦИК.
В июле 1936 года Сергей Тимофеевич Бияков был награждён орденом «Знак Почета».
В июне 1938 года был уволен из армии по ст. 43, п. «а», а в апреле 1939 года был вновь призван и назначен на должность преподавателя кафедры общей тактики Военной академии имени М. В. Фрунзе.

### Великая Отечественная война
В июле 1941 года был назначен на должность начальника штаба 16-й, а затем — 292-й стрелковых дивизий, в октябре 1941 года — на должность командира 292-й стрелковой дивизии, а в декабре — на должность командира 311-й стрелковой дивизии, принимавшей участие в Тихвинской наступательной операции.
Командующий 54-й армией Волховского фронта И.И.Федюнинский в своих мемуарах характеризует С.Т.Биякова как опытного боевого командира, под командованием которого 311-я стрелковая дивизия совершила беспримерный рейд во вражеский тыл в январе 1942 года:

Обдумывая, какое соединение послать во вражеский тыл, я остановил свой выбор на 311-й стрелковой дивизии. Она была хорошо сколоченной. В декабрьских боях личный состав ее показал большое мужество и отвагу. Командовал дивизией полковник Бияков, бывший работник оперативного отдела штаба армии, которого я знал как волевого и инициативного командира. — Федюнинский И. И. Поднятые по тревоге. 2-е изд. М.: Военное изд-во МО СССР, 1964. с.98
В мае 1942 года Бияков был назначен на должность командира 4-й гвардейской стрелковой дивизии, затем с 6 июня — командир 6-го гвардейского стрелкового корпуса, который входил в состав 8-й, а с 17 августа — 2-й ударной армий Волховского фронта. С августа 1942 года в ходе Синявинской наступательной операции корпус под командованием Биякова действовал на правом фланге армии на направлении главного удара Гонтовая Липка — Синявино. После прорыва обороны противника корпус развил наступление, но после контрудара противника и отошёл на исходные рубежи перед наступлением. За допущенные ошибки в руководстве боем корпуса, слабое управление частями корпуса генерал-майор Сергей Тимофеевич Бияков был освобождён от должности.
В августе 1942 года был ранен и находился на лечении в госпитале в городе Боровичи. После выздоровления находился в распоряжение ГУК НКО и Ставки ВГК, а затем был направлен на учёбу в Высшую военную академию имени К. Е. Ворошилова, после окончания которой в 1944 году был назначен на должность старшего преподавателя кафедры высших соединений этой академии.

### Послевоенная карьера

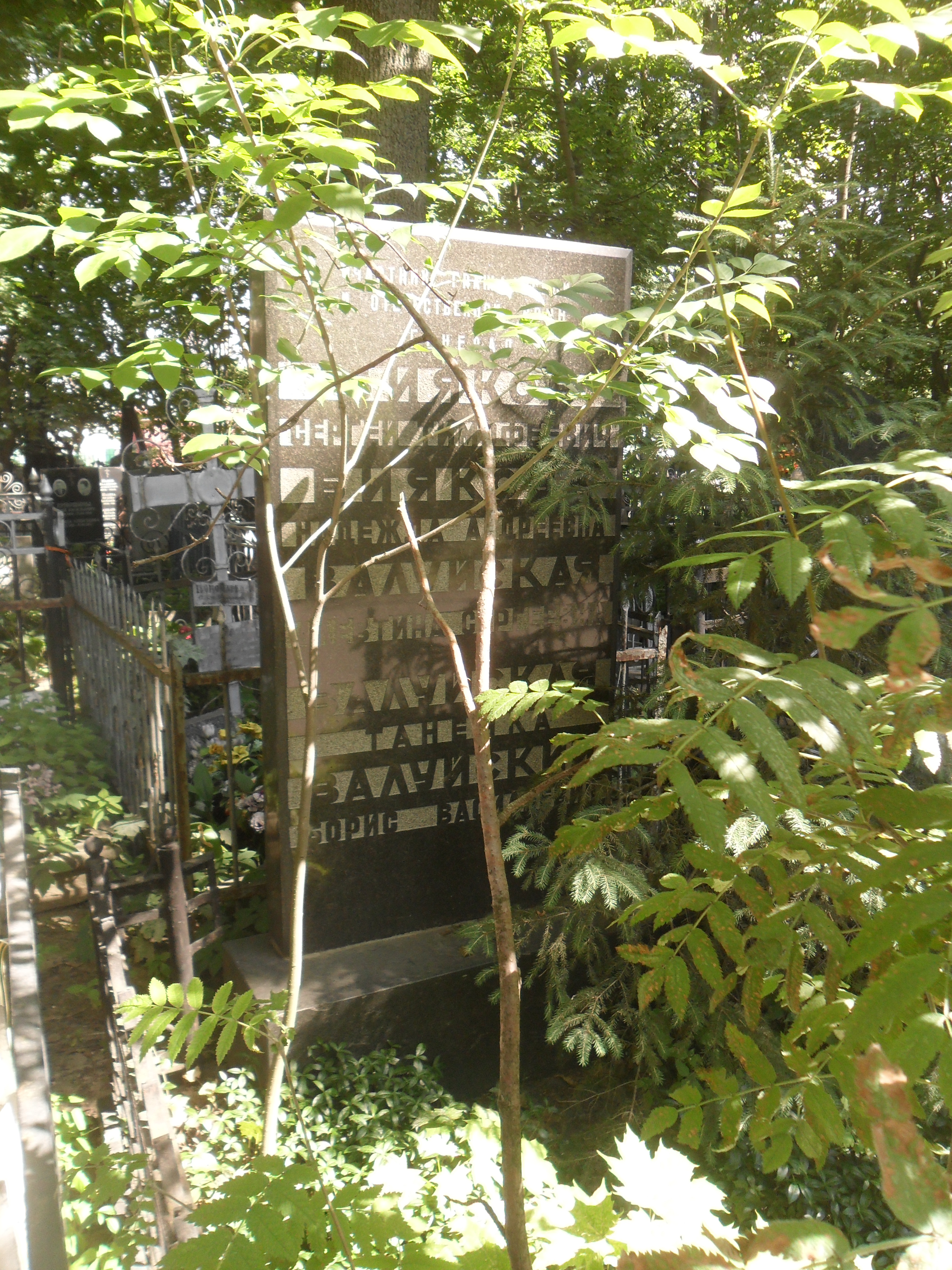
Могила Биякова на Ваганьковском кладбище Москвы.

После войны генерал-майор Сергей Тимофеевич Бияков находился на той же должности.
В июле 1950 года Биякову было присвоено право окончившего эту академию. В сентябре 1956 года был назначен на должность старшего преподавателя кафедры стратегии и оперативного искусства, а в феврале 1958 года — на должность старшего преподавателя кафедры оперативного искусства.
Генерал-майор Сергей Тимофеевич Бияков в сентябре 1960 года вышел в отставку. Умер 5 февраля 1981 года в Москве. Похоронен на Ваганьковском кладбище (15 уч.).

## Награды
- Орден Ленина;
- Три ордена Красного Знамени;
- Орден Отечественной войны 1 степени;
- Орден «Знак Почёта»;
- Медали;
- Орден Братства и единства 1-й степени[3].